# Popeye the Sailor Meets Sinbad the Sailor
Popeye the Sailor Meets Sinbad the Sailor is een korte animatiefilm uit 1936, geregisseerd door Dave Fleischer. De film was een van de drie Popeye Color Features, die uniek waren omdat ze zestien minuten duurden, twee keer zo lang als een normale Popeye-tekenfilm. Hij was in 1936 genomineerd voor de Academy Award voor Beste Korte Animatiefilm maar verloor uiteindelijk van Disneys The Country Cousin.

## Verhaal
Popeye, Olijfje en Wimpy reizen over zee en varen langs het eiland van Sinbad de zeeman (die erg lijkt op Bluto). Als Sinbad met een verrekijker Olijfje ziet stuurt hij de Roc erop af om haar te kidnappen. Popeye en Wimpy besluiten de vogel te volgen en gaan naar het eiland. Daar verslaat Popeye de Roc en een tweekoppige reus. Dan volgt er een gevecht tussen Popeye en Bluto, waarbij Popeye haast verslagen wordt. Dan eet hij spinazie, wordt supersterk en verslaat Sinbad definitief.